# Statue des Trois Forgerons
La Statue des Trois Forgerons (en finnois : Kolmen sepän patsas) ou les trois forgerons (en finnois : Kolme seppää)  est une statue érigée dans le quartier de Kluuvi au centre-ville d'Helsinki en Finlande.

## Description
La statue des trois forgerons est une sculpture de Felix Nylund érigée à l'intersection d'Aleksanterinkatu et de Mannerheimintie sur la Place des trois forgerons (en finnois : Kolmenspänaukio).
Dans l’œuvre réaliste dévoilée en 1932, trois forgerons nus forgent le fer.
Les trois forgerons étaient le plus grand travail de fonderie d'Arttu Halonen, le premier fondeur d'art professionnel de Finlande. Le moulage du bronze a été réalisé à la fonderie d'art Halonen à Lapinlahti.

## Histoire
En 1913, Felix Nylund participe au concours pour la statue de Johan Vilhelm Snellman avec une proposition sur le thème du forgeron.
En 1919, il esquisse une statue monumentale dans laquelle trois figures de forgeron sont placées au sommet d'une colonne de pierre de dix mètres de hauteur.
Aucune de ces sculptures n'a abouti, mais Felix Nylund les a utilisées pour sculpter la statue des Trois Forgerons.
L'un des trois forgerons de la sculpture est le maître forgeron, qui tient le fer à forger sur une enclume et utilise un marteau de forge.
Deux autres forgerons forgent avec des grands marteaux.
Comme modèles corporels de forgeron, Felix Nylund a utilisé des lutteurs du Helsingin Jyry (fi). Le maître forgeron a les traits du poète Arvid Mörne (fi), le forgeron qui tient le mortier a les traits de Felix Nylund et le forgeron qui tient le mortier a les traits du tailleur de pierre Aku Nuutinen.
Les modèles des corps seraient ceux du maçon Paavo Koskinen (fi) et du policier Sundström.
Le texte latin : « monumentum – ponendum – curavit – legatum – j. tallbergianum – pro helsingfors a.d. mcmxxxii » (signifiant en français : La statue a été érigée grâce au don de J. Tallberg par Pro Helsingfors en 1932) est écrit sur le piédestal en granite de la statue en bronze.
La statue des trois forgerons a été offerte à la ville d'Helsinki par la fondation Pro Helsingfors, qui l'a acquise grâce à un don financier du conseiller commercial Julius Tallberg (fi).
L'immeuble Tallberg est situé du côté nord de la place Kolmenspänaukio et le but de la donation était spécifiquement d'ériger une sculpture devant le bâtiment.
La statue a été érigée à l'endroit où se trouvait autrefois un puits public appelé puits de Kluuvi. Lorsque le réseau d'approvisionnement en eau a commencé à être construit à Helsinki, l'utilisation des puits publics dans la zone urbaine a été interdite et la plupart d'entre eux ont été remplis.
Cependant, une voûte fut construite au-dessus du puits de Kluuvi et le puits réapparut environ 50 ans plus tard lorsque les travaux de fondation de la statue des Trois Forgerons commencèrent à l'automne 1932.
Le puits d'environ 6 à 7 mètres de profondeur fut rempli de pierres pour fournir une base solide pour la statue.
La statue des trois forgerons a été endommagée lors des bombardements de la Guerre de Continuation en 1944. Des traces de destruction sont encore visibles sur le socle de la statue et, par exemple, il y a un trou fait par des fragments de bombe dans l'enclume. Après le bombardement majeur du 26 février, la statue a été retirée de son piédestal et déplacée à Vantaa, où elle a été enterrée sous abri au terminus de la voie ferrée de Tikkurila à Hakkila (fi) dans la sablière de Hakkila,.
La statue des trois forgerons est un lieu de rencontre populaire au centre-ville d'Helsinki. Ceux qui ont étudié les positions de travail des forgerons ont constaté que la disposition de la statue est plus artistique que réaliste, car les personnages sont si proches les uns des autres que si de vrais forgerons essayaient de forger de cette manière, ils se frapperaient à la tête. au lieu d'utiliser une enclume.
Les modèles originaux en gypse de la statue des trois forgerons sont conservés dans la bibliothèque de l'Académie des travailleurs.
De nos jours, la statue des Trois Forgerons reçoit chaque année des chapeaux de lutin fin novembre lors de la fête Wappujoulu organisée par Limes ry, l'organisation étudiante de l'Université d'Helsinki.
En mars 2023, la statue a été enveloppée dans le costume emblématique de Käärijä, le candidat finlandais au Concours Eurovision de la chanson 2023.

## Galerie

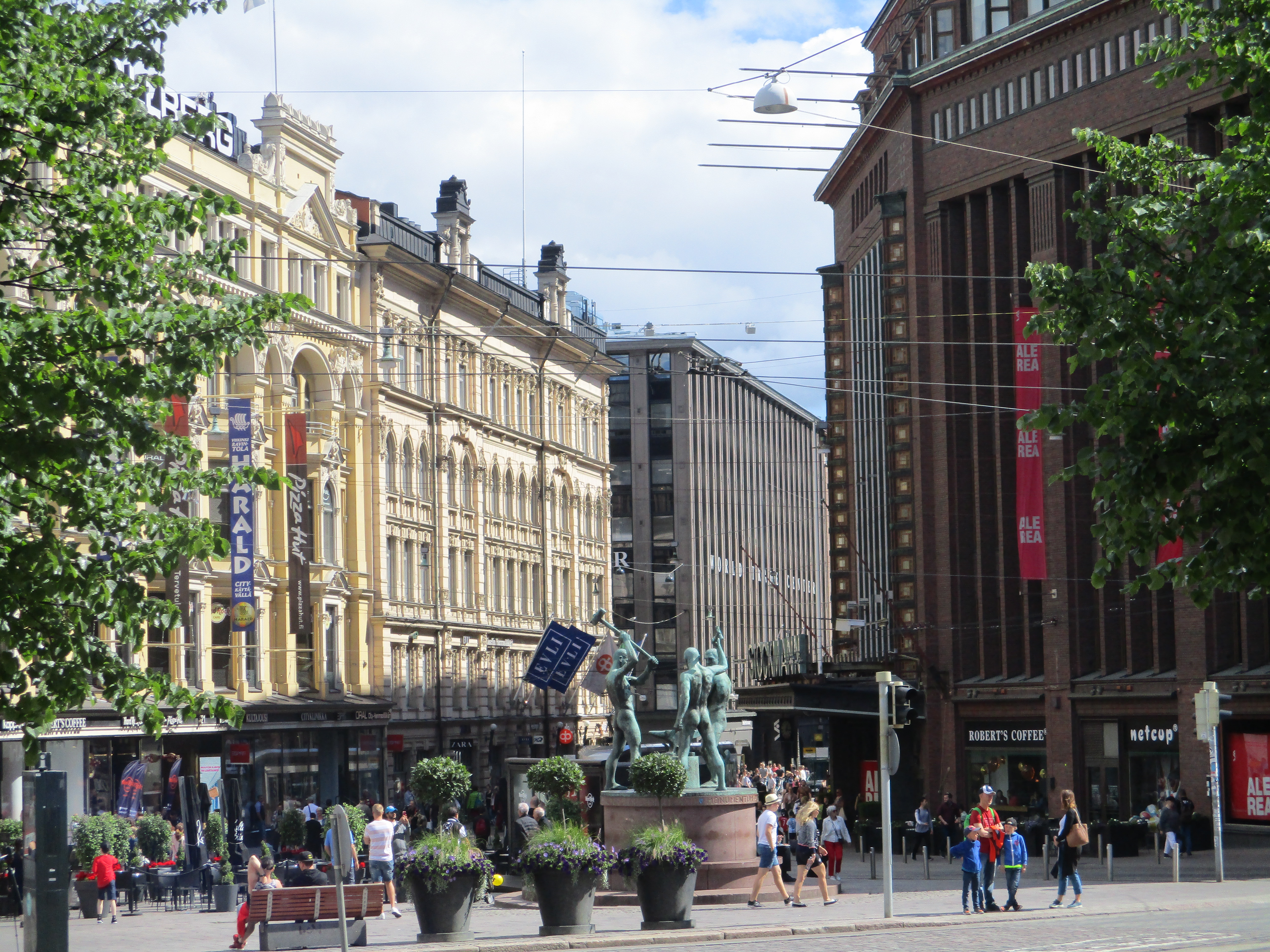
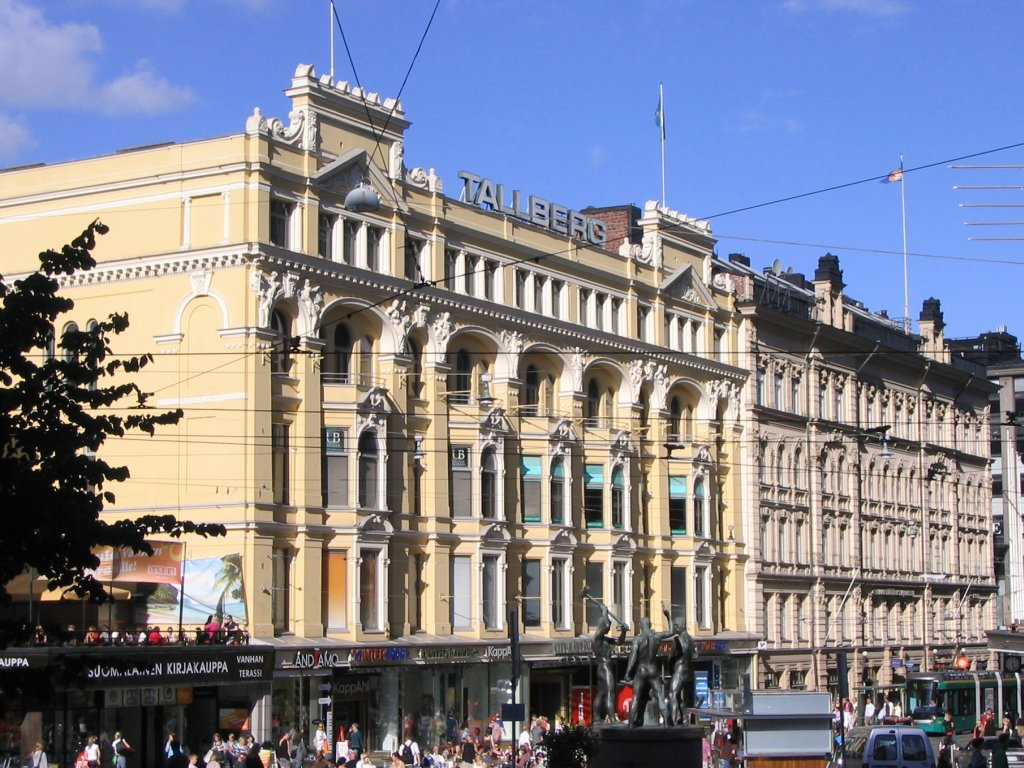
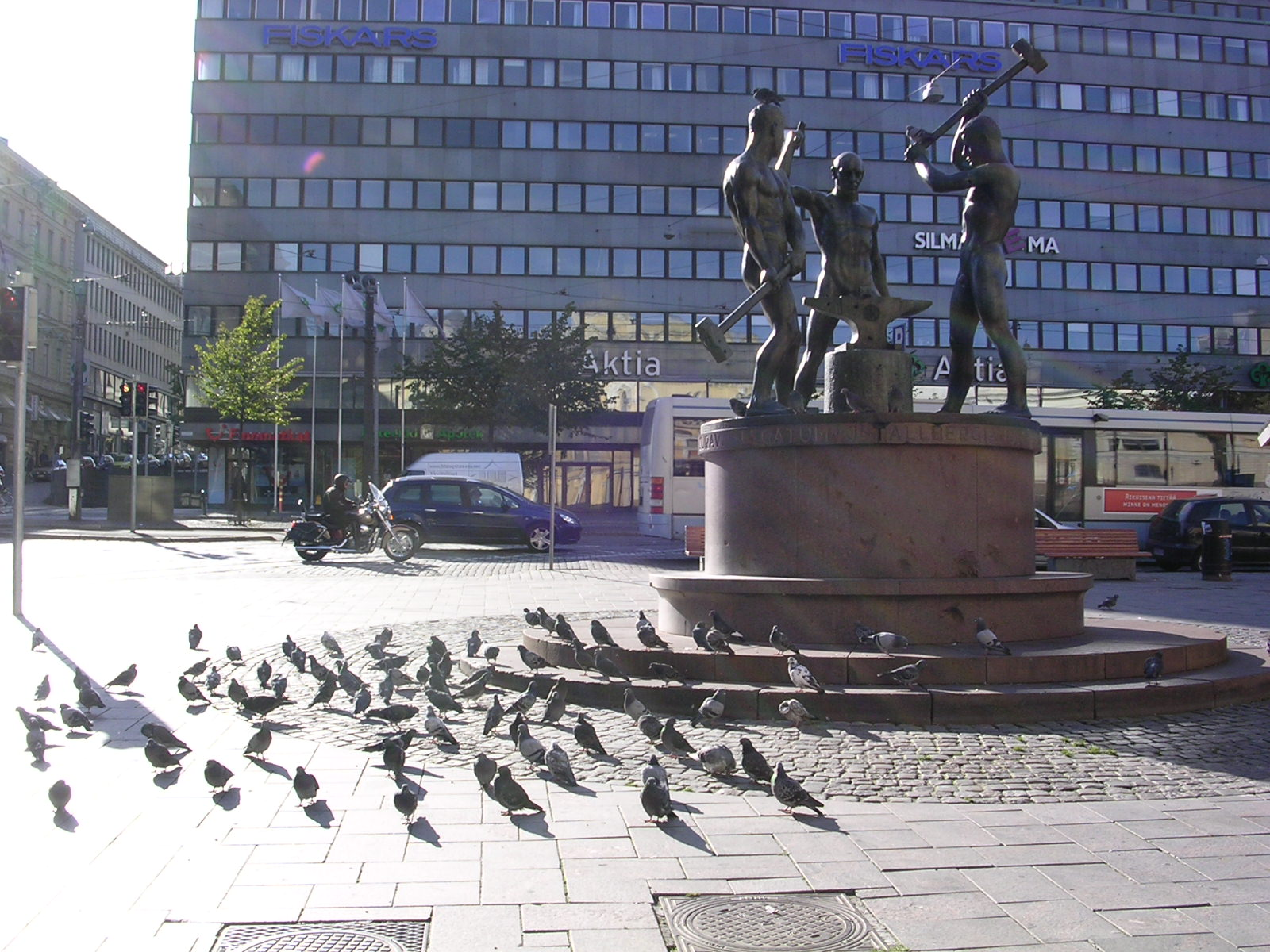
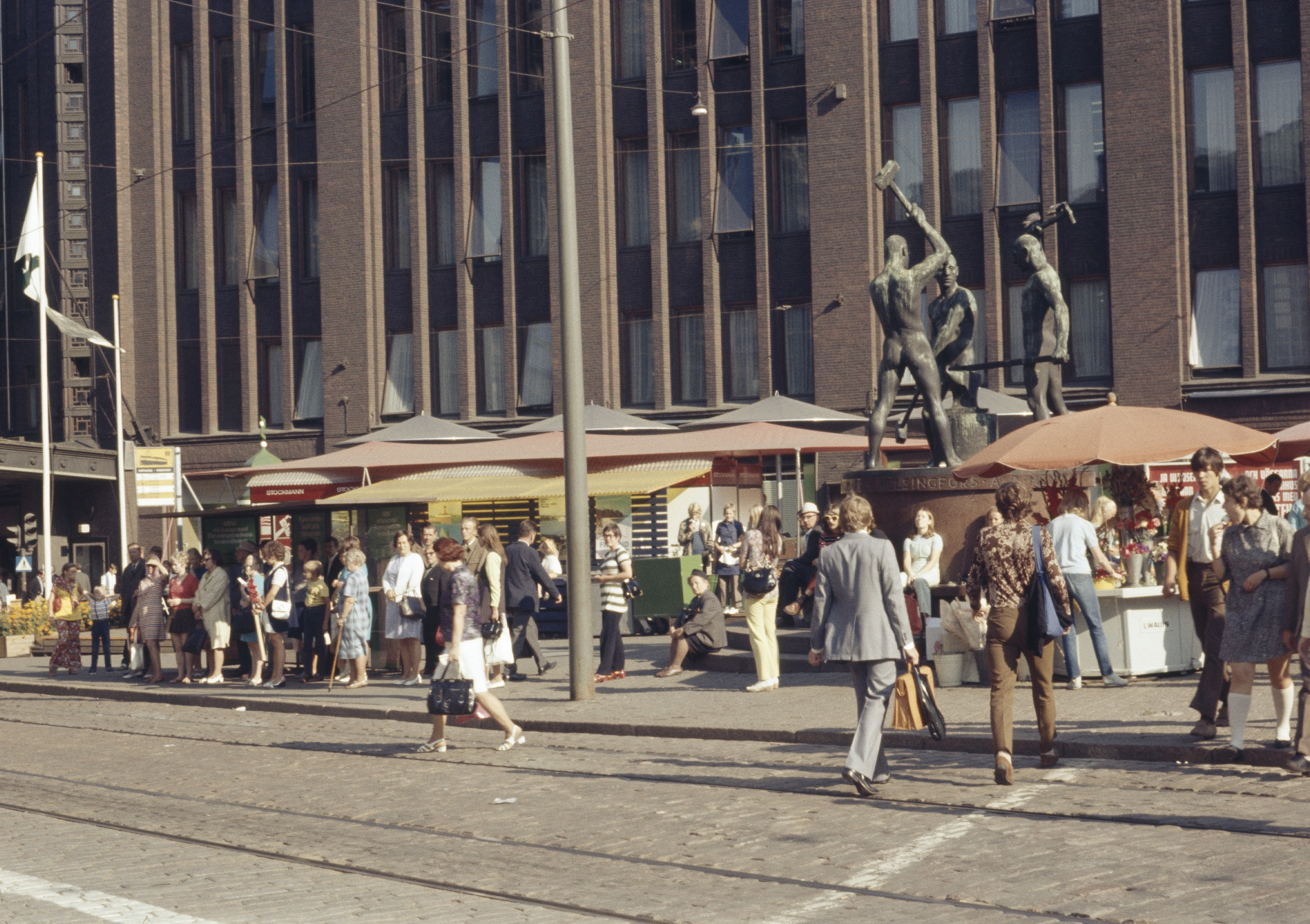
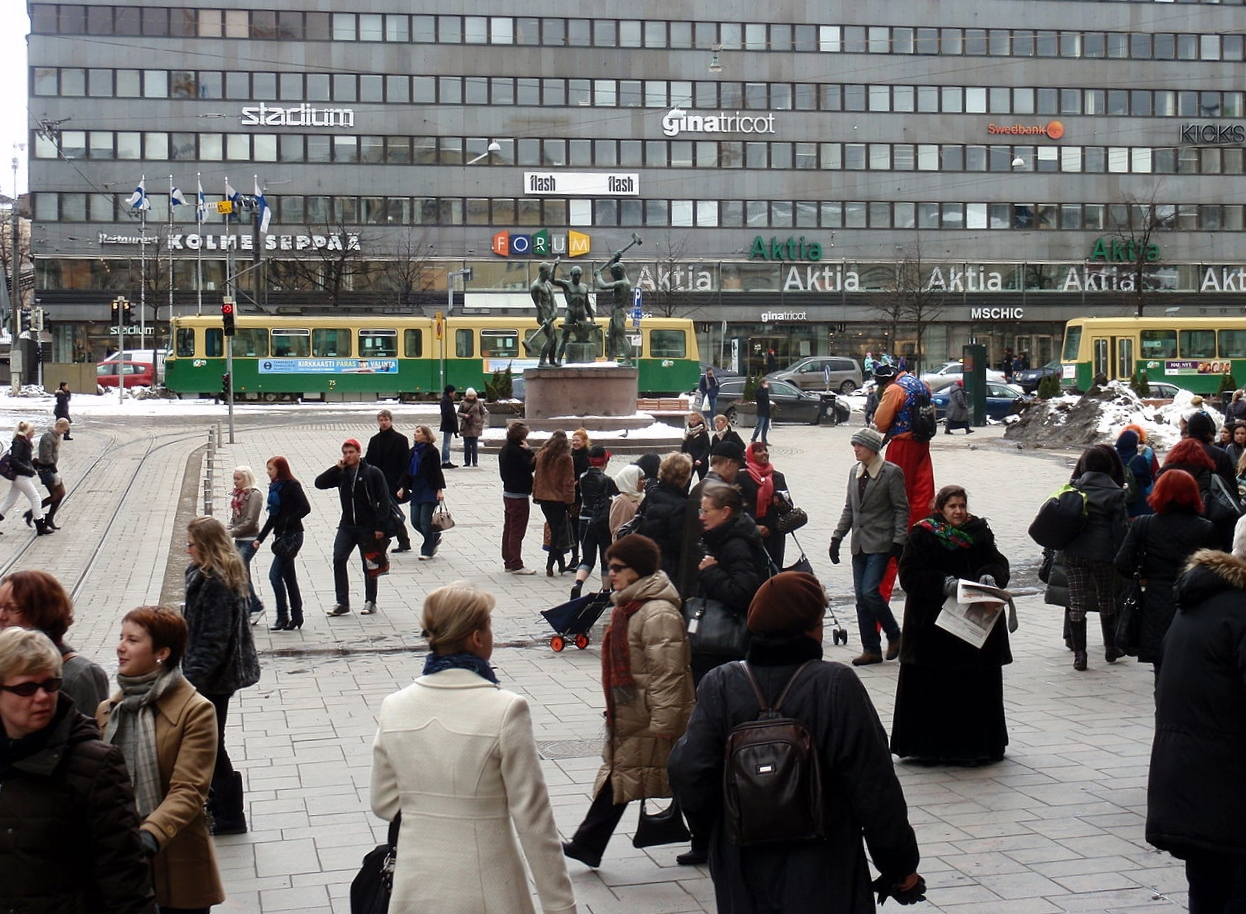